# Paracortinidae
Paracortinidae – rodzina dwuparców z rzędu Callipodida i podrzędu Schizopetalidea. Obejmuje 19 opisanych gatunków zgrupowanych w czterech rodzajach. Znane są z południowych Chin i północnego Wietnamu.

## Morfologia

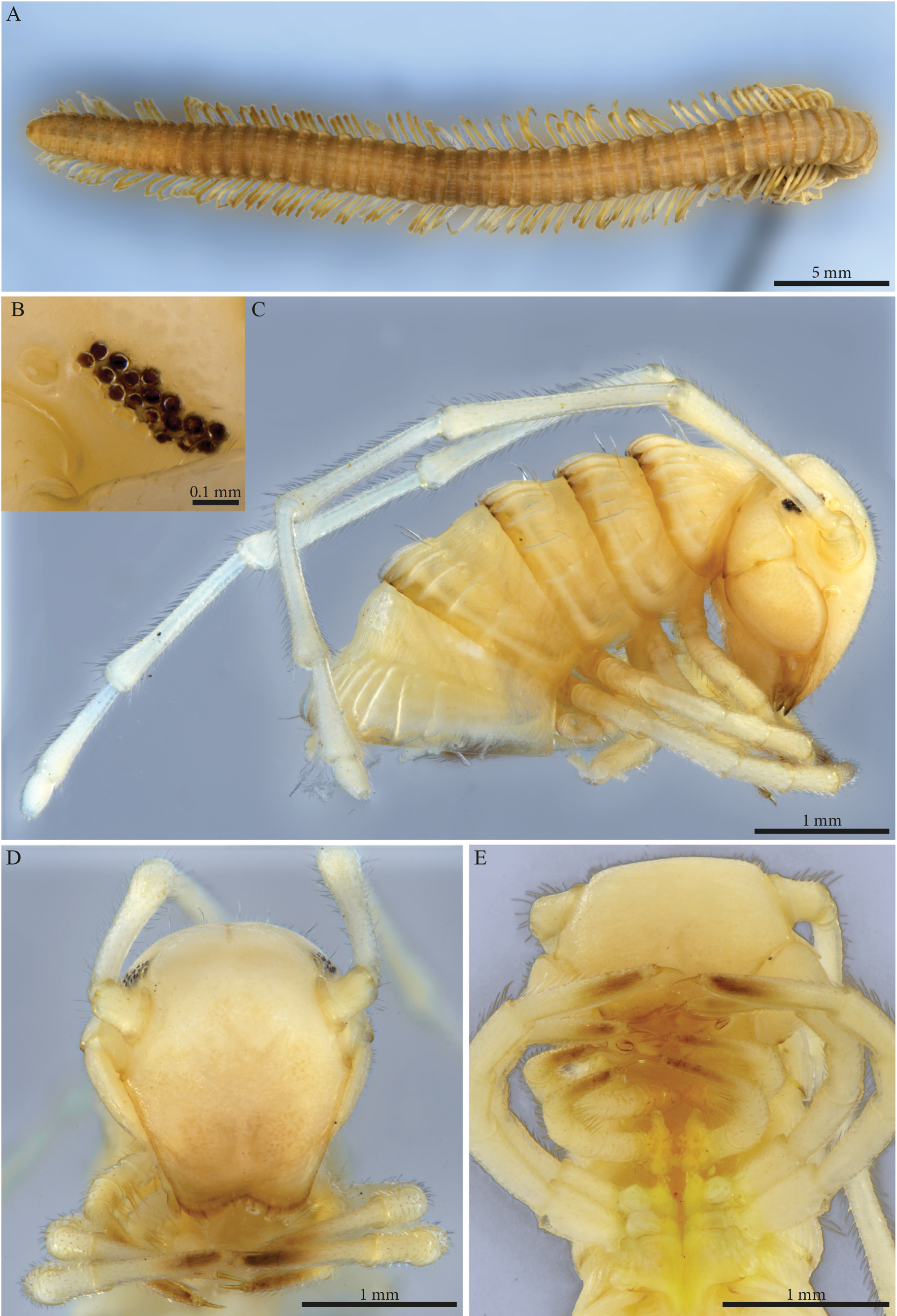
Angulifemur unidigitis

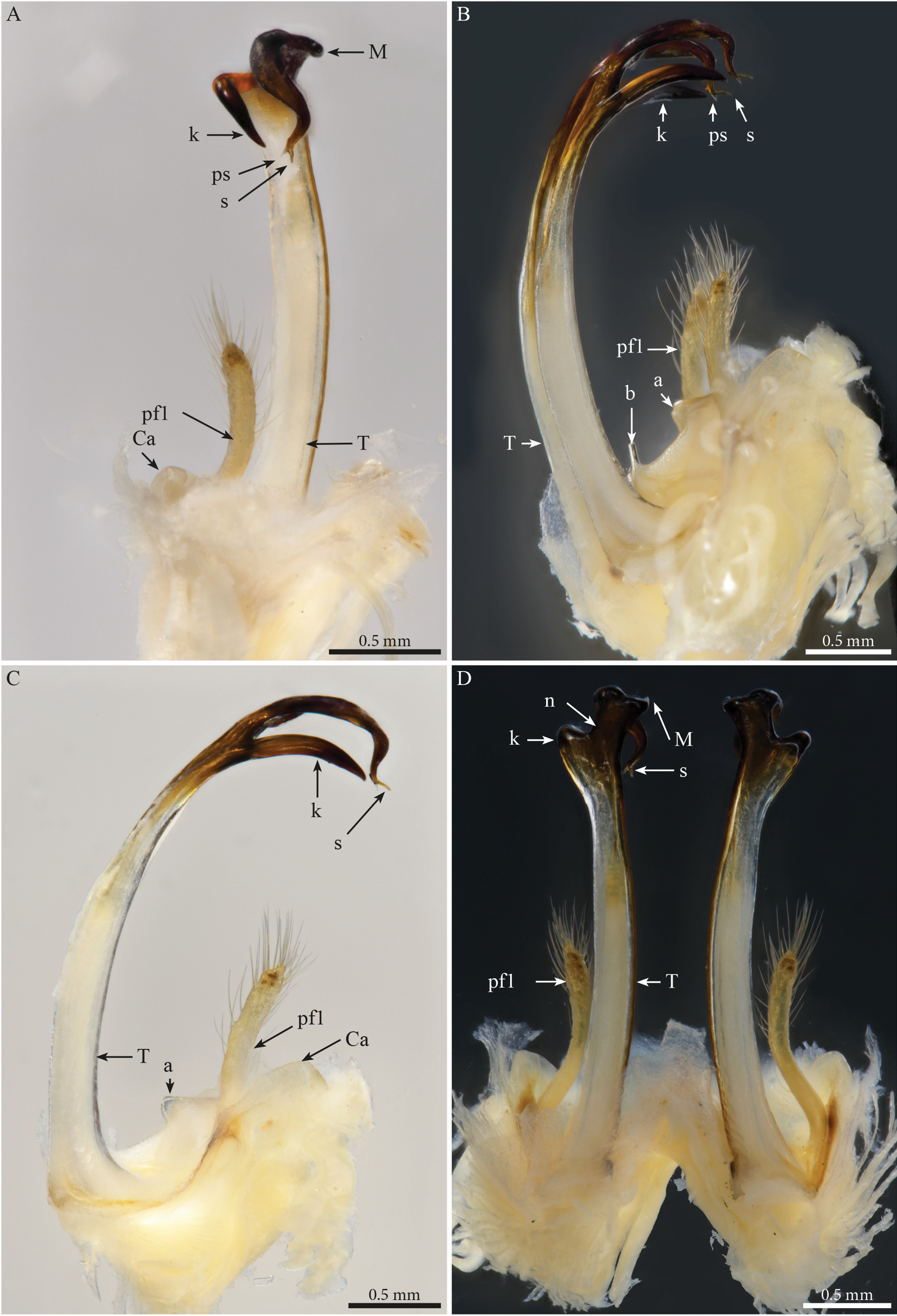
Gonopody Scotopetalum chinense, A: lewy w widoku przednim, B: oba w widoku bocznym, C: lewy w widoku bocznym, D: oba w widoku tylnym. Ca: płat przedni biodra, a: wyrostek pośrodkowy biodra, b: środkowy wyrostek szablasty biodra, pf: wyrostek prefemoroidalny, T: telopodit, n: wcięcie, k: wyrostek boczny odsiebnej części telopoditu, M: wyrostek pośrodkowy odsiebnej części telopoditu, ps: parasolenomer, s: solenomer

Wije przeciętnych jak na przedstawicieli rzędu rozmiarów. Kształt ciała jest wydłużony i walcowaty. Głowa u samców może być niezmodyfikowana lub zaopatrzona w wydatną nabrzmiałość. Pluerotergity mają wyraźnie wykształcone żeberka podłużne, zwłaszcza te opatrzone porami. Ostro zakończone szczecinki pleurotergalne mają położenie przednie na pleurotergitach od pierwszego do czwartego, położenie tylne na pleurotergitach od szóstego wzwyż, a na pleurotergicie piątym ich położenie jest mieszane. Czułki i odnóża są długie i smukłe, szczególnie wydłużone u niektórych form jaskiniowych (troglomorficznych).
Samiec ma ósmą parę odnóży zmodyfikowaną w gonopody osadzone głęboko w inwaginacjach ściany ciała. Biodra gonopodów zlane są ze sternum w koksosternity lub sternum jest zredukowane. Ruchomość bioder zapewnia połączenie przez pośrodkową błoniastą blaszkę. Biodro wypuszcza ku przodowi i bokowi jeden lub dwa płaty koksalne o rozmaitym kształcie, natomiast na środku biodra wyrasta wyrostek koksalny, zwykle skierowany przednio-środkowo. Maczugowate i zaopatrzone w szczecinki wyrostki prefemoroidalne obecne są w liczbie jednej lub dwóch sztuk po przednio-bocznej stronie każdego gonopodu i, z wyjątkiem rodzaju Crassipetalum, nie sięgają poza środek długości telopoditu. Długi telopodit jest w części dosiebnej nierozgałęziony, w części środkowej czasem zakrzywiony, skręcony lub kątowo zgięty, w części odsiebnej zaś skomplikowanie rozbudowany, zaopatrzony w fałdy, blaszki i wyrostki, na szczycie zawsze rozwidlony na solenomer i parasolenomer.
U samic odnóża drugiej pary uwstecznione są do postaci dwóch niezmodyfikowanych sklerytów.

## Ekologia i występowanie

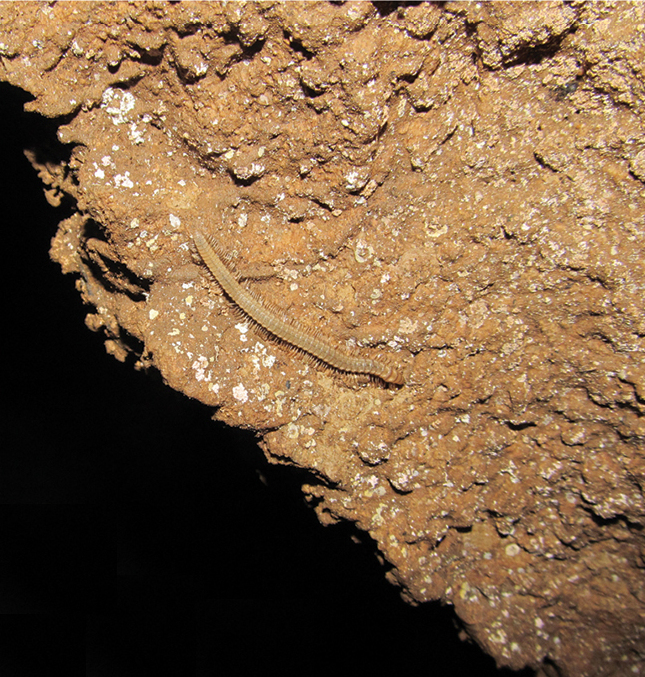
Paracortina yinae w środowisku naturalnym

Znany zasięg rodziny ograniczony jest do południowych Chin i północnego Wietnamu. W tych pierwszych obejmuje Tybet, Syczuan, Gansu, Kuejczou, Junnan i Kuangsi, w tym drugim prowincje Cao Bằng i Thanh Hóa. Najdalej na północ wysunięte jest stanowisku w powiecie Zhouqu w Gansu, a najdalej na wschód stanowisko z okolic Chongqingu, jednak możliwe że Paracortinidae dotyczą również rekordy z Cisian-szanu w Jiangsu. Najliczniej rodzina reprezentowana jest w Junnanie, skąd wykazano 10 gatunków z trzech rodzajów. Ogólnie jednak fauna dwuparców tej części świata jest niedostatecznie zbadana i przypuszczalnie faktyczna różnorodność i zasięg rodziny są większe. Dziewięć spośród opisanych gatunków to troglobionty wykazujące rozmaite przystosowania do życia w jaskiniach, jak wydłużone czułki i odnóża czy uwstecznione oczy, aczkolwiek u żadnego nie wystąpił całkowity zanik oczu.

## Taksonomia
Do rodziny tej zalicza się 19 opisanych gatunków zgrupowanych w czterech rodzajach:
- Angulifemur Zhang 1997
- Crassipetalum Akkari et Stoev, 2023
- Paracortina Wang et Zhang, 1993
- Scotopetalum Shear 2000

Takson ten wprowadzony został w 1993 roku przez Wang Daqinga i Zhang Chongzhou na łamach „Peking National History Museum Memoirs”. Autorzy ci umieścili w nim trzy opisane w tej samej publikacji rodzaje: Paracortina, Altum i Relictus. W 1996 roku Wang Daqing obniżył rangę Altum i Relictus do podrodzajów w obrębie Paracortina. W 2000 roku Wiliam A. Shear opisał podobnego do Paracortina Scotopetalum, jednak umieścił go w Schizopetalidae, kwestionując w ogóle zasadność wyróżniania Paracortinidae. W 2004 roku Pavel Stoev i Jean-Jacques Geoffroy dokonali na łamach „Acta Arachnologica” przeglądu przedstawicieli rodziny. W jego ramach zsynonimizowali Altum, Relictus i Scotopetalum z Paracortina. Argumentację na rzecz zasadności wyróżniania rodziny oprócz Stoeva i Geoffroy’a przedstawiali też Henrik Enghoff i współpracownicy w taksonomicznym przeglądzie dwuparców z 2015 roku. W 2023 roku Nesrine Akkari, Oliver Macek i Pavel Stoev opublikowali na łamach „ZooKeys” rewizję rodziny podając nową jej diagnozę, wyodrębniając nowy rodzaj oraz przywracając ważność Scotopetalum.